# تپه چاناق بلاغی
تپه چاناق بلاغی مربوط به دوران‌های تاریخی پس از اسلام است و در شهرستان زنجان، روستای دره لیک واقع شده و این اثر در تاریخ ۵ آذر ۱۳۸۰ با شمارهٔ ثبت ۴۲۳۴ به‌عنوان یکی از آثار ملی ایران به ثبت رسیده‌است.